# 생물무기화학
생물무기화학(生物無機化學, 영어: bioinorganic chemistry)은 생물학에서 금속의 역할에 대해 연구하는 학문 분야이다. 생물무기화학은 의학 및 독물학에서 비필수 금속을 포함한 인위적으로 도입된 금속 뿐만 아니라 금속 단백질의 역할과 같은 자연 현상에 대한 연구를 포함한다. 세포 호흡과 같은 많은 생물학적 과정은 무기화학의 영역에 속하는 분자들에 의존하고 있다. 이 분야는 금속 단백질의 행동을 모방하는 무기 모델에 대한 연구도 포함하고 있다.

## 같이 보기
- 생물학
- 무기화학